# Mevhibe Inönü
Emine Mevhibe Inönü (Istanbul, 22 settembre 1897 – Ankara, 28 febbraio 1992) è stata la seconda First lady della Turchia come moglie del presidente Ismet Inönü.

## Biografia
Emine Mevhibe Hanim nacque il 22 settembre 1897 nel distretto di Fatih a Istanbul. Nel 1900 perse sia il padre che il fratello maggiore a causa di un'epidemia di tubercolosi, e in seguito venne allevata dalla madre nella casa del nonno materno. Per volere della famiglia, non le fu permesso completare gli studi superiori, che abbandonò dopo un solo anno. 
Il 13 aprile 1916 venne data in sposa al colonnello Mustafa Ismet Inönü, tre settimane prima che questi partisse per il fronte della prima guerra mondiale, da cui rientrò solo nel 1919, dopo la firma dell'armistizio di Mudros. Nello stesso anno nacque il primo figlio della coppia, che morì a tre anni.  
Dopo la guerra, Ismet Inönü prese parte alla guerra di indipendenza turca in Anatolia, per cui venne dichiarato condannato a morte dal governo come ribelle. Mevhibe, come sua moglie, fu costretta a rifugiarsi a Malatya, città natale del marito, dove rimase fino alla vittoria del fronte indipendentista, dopodiché, riunita con suo marito, si trasferì a Smirne, riconquistata dai turchi a fine 1922, non prima di aver accompagnato il marito, a capo della delegazione turca, in Svizzera per la firma del trattato di Losanna nel novembre 1922.  
Nel 1924 si trasferirono in una villa a Pembe Köşk, Ankara, che divenne la villa di famiglia. Qui nacquero alla coppia altri due figli e una figlia. In quegli anni Mevhibe supportò la carriera politica del marito e lo accompagnò in diversi viaggi all'estero, fra cui Atene, Mosca e Roma durante il suo periodo da primo ministro.  
Nel 1934 venne varata la legge sul cognome, e la famiglia scelse di prendere il nome Inönü in onore della prima e seconda battaglia di Inönü, nelle quali Ismet era spiccato in qualità di comandante vittorioso. 

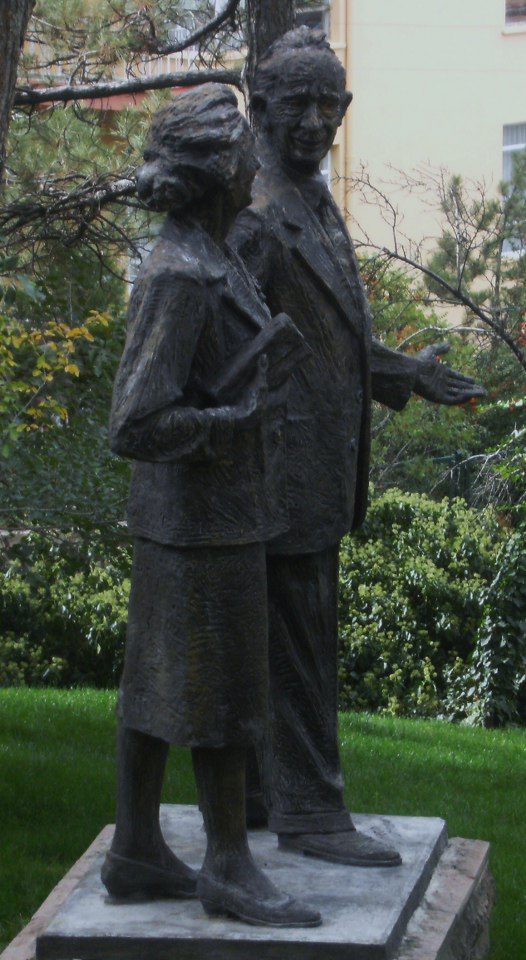
Statue di Ismet e Mevhibe Inönü a Pembe Köşk, Ankara

Ismet Inönü fu eletto secondo presidente della Repubblica Turca l'11 novembre 1938, il giorno seguente alla morte di Mustafa Kemal Ataturk, facendo di Mevhide la First lady della Turchia. Come coppia presidenziale, si trasferirono alla residenza istituzionale di Çankaya Köşkü, dove vissero fino allo scadere del mandato, il 27 maggio 1950.  
Dopo la fine della presidenza, tornarono a vivere alla villa di famiglia, dove Ismet morì il 25 dicembre 1975. Mevhibe continuò a vivere nella villa fino al 20 luglio 1991, quando fu ricoverata per problemi di salute. Non venne più dimessa e morì all'ospedale militare di Ankara il 28 febbraio 1992. Venne sepolta nel cimitero di Cebeci Asri.

## Vita privata

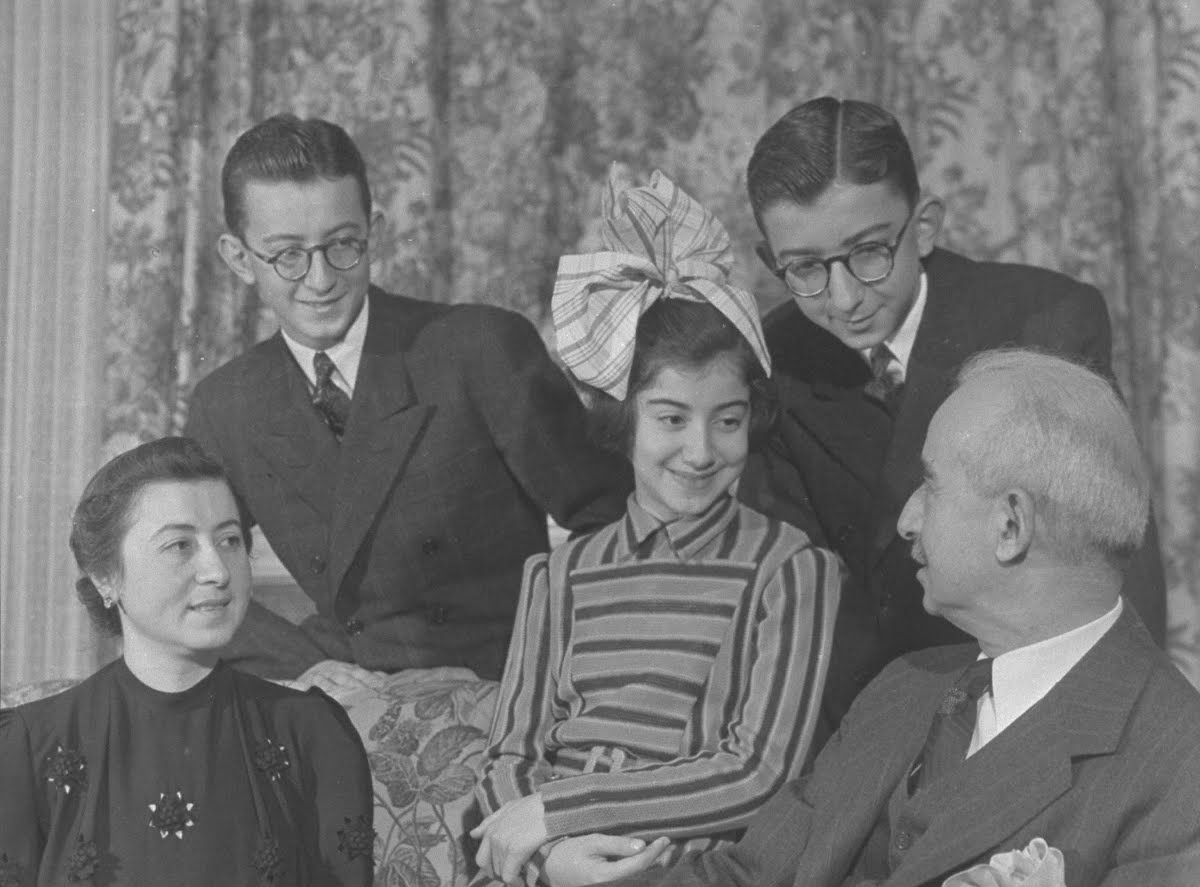
Mevhibe con il marito e i figli, da sinistra verso destra: Ömer, Özden e Erdal.

Dal marito ebbe tre figli e una figlia:
- Izzet Inönü (1919 - 1921)
- Ömer Inönü (1924 - 2 marzo 2004). Sposò Engin Ögelman il 4 settembre 1952 ed ebbero due figli, Hayri ed Eren.
- Erdal Inönü (6 giugno 1926 - 31 ottobre 2007). Politico, fisico e accademico. Sposò Sevinç Sohtorik nel 1957.
- Özden Inönü (n. 7 febbraio 1930). Sposò il giornalista Metin Toker il 9 febbraio 1955 ed ebbero due figlie e un figlio, Nurperi, Ayşe Gülsün e Güçlü Toker.

## Personalità e interessi
Mevhibe Inönü era nota come una donna educata ed elegante.  
Fu la cofondatrice delle associazioni Yardımsevenler Derneği (Fondazione degli umanisti, 1928) e Türk Kadınlar Birliği (Associazione delle donne turche, 1949). Insieme ai figli ha instituito la Fondazione Inönü dedicata alla memoria del marito, di cui fu la prima presidentessa.